# Миякуши
Мияку́ши — покинутая деревня в Ардатовском районе Нижегородской области России. Входит в состав Саконского сельсовета.

## Этимология
Название деревни Миякуши происходит от эрзянских слов мия — «бобр» и кужо — «поляна». Согласно местной легенды, селение было основано мордвином из рода Мия (Мияки), что также не противоречит этой версии, если предположит, что бобр был тотемным животным рода. 
Возможно также происхождение от эрзянского слова миекшнемс — «продавать». 

## Географическое положение
Деревня Миякуши находится на юго-западе Нижегородской области России, в 2 км к востоку от автомобильной дороги Ардатов — Саконы. Административный центр муниципального округа Ардатов находится в 11 км к югу от Миякуш. Деревня соединена просёлочными дорогами на юго-востоке с покинутым селом Нучарово (расстояние 2,5 км), на юге — с селом Нучей (5 км), на юго-западе — с деревней Шпагой (3 км), на западе — с селом Размазлей (2,5 км). С северной стороны от деревни имеются небольшие овраги и перелески. Высота над уровнем моря около 136 метров.
Деревня Миякуши, как и вся Нижегородская область, находится в часовой зоне МСК (московское время). Смещение применяемого времени относительно UTC составляет +3:00.

## Административная принадлежность
Деревня Миякуши входит в состав Саконского сельсовета Ардатовского муниципального округа Нижегородской области Российской Федерации.

## Климат
Деревня находится в зоне умеренно-континентального климата, который характеризуется холодной продолжительной зимой и тёплым, но достаточно коротким летом. За год выпадает в среднем 450—550 мм осадков, из них 68 % — в виде дождя и 32 % — в виде снега. Среднегодовая относительная влажность воздуха — 76 %. Снежный покров достигает 50 см, а в особо снежные зимы может достигать одного метра и более.
Весна приходит резко, обычно к середине апреля, при этом вплоть до середины мая нередки заморозки. Лето сравнительно короткое и достаточно жаркое — в отдельные годы температура может достигать 36 °C. Шапка лета приходится на июль. В конце весны и лета нередки грозы — их может случаться до 20 за год, почти каждый год выпадает град. Осень приходит в сентябре и стоит до начала ноября, но уже в сентябре нередки заморозки. Зима наступает в начале ноября и продолжается до середины марта. Обычно первый снег выпадает в октябре и держится в течение пяти месяцев, сходит к 10—15 апреля. Почва промерзает на глубину 70—90 см.
Вегетационный период составляет 189 дней, продолжительность безморозного периода — 137 дней.

## Население
| Численность населения | Численность населения | Численность населения | Численность населения | Численность населения | Численность населения | Численность населения | Численность населения | Численность населения | Численность населения |
| 1677                  | 1859                  | 1890                  | 1912                  | 1916                  | 1978                  | 1992                  | 2002                  | 2010                  | 2021                  |
| --------------------- | --------------------- | --------------------- | --------------------- | --------------------- | --------------------- | --------------------- | --------------------- | --------------------- | --------------------- |
| 94                    | ↗473                  | ↘458                  | ↗660                  | ↗952                  | ↘26                   | ↘11                   | ↘2                    | ↘0                    | ↗5                    |

## Инфраструктура
В деревне единственная улица Ветеранов.

## Комментарии
1. ↑  Указано как Мякуши.